# موسیقی (ترانه مدونا)
«موسیقی» (به انگلیسی: Music) تک‌آهنگی از هنرمند اهل ایالات متحده آمریکا مدونا است که در سال ۲۰۰۰ میلادی منتشر شد. این تک‌آهنگ در آلبوم موسیقی (آلبوم) قرار داشت.